# Australiens premierministre
Australiens premierminister er regeringsleder i Commonwealth of Australia, på vegne af Australiens generalguvernør. Selvom Australiens forfatning giver megen udøvende magt til generalguvernøren, anvendes den generelt kun efter samråd med premierministeren. Premierministeren udpeges af Generalguvernøren efter indstilling fra Australiens Parlament, hvorfra den pågældende har opbakning fra et flertal eller er leder af det største parti eller koalition af partier.
Australien er et konstitutionelt monarki, og den britiske dronning Elizabeth II er også dronnning af Australien (og dermed Australiens formelle statsoverhoved), en rolle, som er adskilt fra hendes rolle som dronning af Storbritannien.
Embedet som premierminister er i praksis Australiens mest magtfulde embede. På trods af embedets magtfulde position er premierministerembedet ikke beskrevet og defineret i Australiens forfatning, og embedet og de dermed forbundne opgaver udøves i henhold til en ikke skriftligt defineret politisk og statsretslig praksis.
Australiens nuværende premierminister er Anthony Albanese fra Labor, der afløste Scott Morrison fra det Liberale Parti på D. 22. maj 2022. 

## Liste over Australiens premierministre
| #  | Navn                            | Tiltrådt           | Fratrådt           | Parti                      | Delstat           |
| -- | ------------------------------- | ------------------ | ------------------ | -------------------------- | ----------------- |
| 1  | Edmund Barton                   | 1. januar 1901     | 24. september 1903 | Protectionist Party        | New South Wales   |
| 2  | Alfred Deakin (1)               | 24. september 1903 | 27. april 1904     | Protectionist Party        | Victoria          |
| 3  | Chris Watson                    | 27. april 1904     | 18. august 1904    | Labor Party                | New South Wales   |
| 4  | Sir George Reid                 | 18. august 1904    | 5. juli 1905       | Free Trade Party           | New South Wales   |
|    | Alfred Deakin (2)               | 5. juli 1905       | 13. november 1908  | Commonwealth Liberal Party | Victoria          |
| 5  | Andrew Fisher (1)               | 13. november 1908  | 2. juni 1909       | Labor Party                | Queensland        |
|    | Alfred Deakin (3)               | 2. juni 1909       | 29. april 1910     | Commonwealth Liberal Party | Victoria          |
|    | Andrew Fisher (2)               | 29. april 1910     | 24. juni 1913      | Labor Party                | Queensland        |
| 6  | Joseph Cook                     | 24. juni 1913      | 17. september 1914 | Commonwealth Liberal Party | New South Wales   |
|    | Andrew Fisher (3)               | 17. september 1914 | 27. oktober 1915   | Labor Party                | Queensland        |
| 7  | William Billy Morris Hughes (1) | 27. oktober 1915   | 14. november 1916  | Labor Party                | New South Wales   |
|    | William Billy Morris Hughes (2) | 14. november 1916  | 17. februar 1917   | National Labor Party       | New South Wales   |
|    | William Billy Morris Hughes (3) | 17. februar 1917   | 9. februar 1923    | Nationalist Party          | Victoria          |
| 8  | Stanley Bruce                   | 9. februar 1923    | 22. oktober 1929   | Nationalist Party          | Victoria          |
| 9  | James Scullin                   | 22. oktober 1929   | 6. januar 1932     | Labor Party                | Victoria          |
| 10 | Joseph Lyons                    | 6. januar 1932     | 7. april 1939      | United Australia Party     | Tasmanien         |
| 11 | Sir Earle Page                  | 7. april 1939      | 26. april 1939     | Country Party              | New South Wales   |
| 12 | Robert Menzies (1)              | 26. april 1939     | 28. august 1941    | United Australia Party     | Victoria          |
| 13 | Arthur Fadden                   | 28. august 1941    | 7. oktober 1941    | Country Party              | Queensland        |
| 14 | John Curtin                     | 7. oktober 1941    | 5. juli 1945       | Labor Party                | Western Australia |
| 15 | Frank Forde                     | 6. juli 1945       | 13. juli 1945      | Labor Party                | Queensland        |
| 16 | Ben Chifley                     | 13. juli 1945      | 19. december 1949  | Labor Party                | New South Wales   |
|    | Sir Robert Menzies (2)          | 19. december 1949  | 26. januar 1966    | Liberal Party              | Victoria          |
| 17 | Harold Holt                     | 26. januar 1966    | 19. december 1967  | Liberal Party              | Victoria          |
| 18 | John McEwen                     | 19. december 1967  | 10. januar 1968    | Country Party              | Victoria          |
| 19 | John Gorton                     | 10. januar 1968    | 10. marts 1971     | Liberal Party              | Victoria          |
| 20 | William McMahon                 | 10. marts 1971     | 5. december 1972   | Liberal Party              | New South Wales   |
| 21 | Gough Whitlam                   | 5. december 1972   | 11. november 1975  | Labor Party                | New South Wales   |
| 22 | Malcolm Fraser                  | 11. november 1975  | 11. marts 1983     | Liberal Party              | Victoria          |
| 23 | Bob Hawke                       | 11. marts 1983     | 20. december 1991  | Labor Party                | Victoria          |
| 24 | Paul Keating                    | 20. december 1991  | 11. marts 1996     | Labor Party                | New South Wales   |
| 25 | John Howard                     | 11. marts 1996     | 24. november 2007  | Liberal Party              | New South Wales   |
| 26 | Kevin Rudd                      | 24. november 2007  | 24. juni 2010      | Labor Party                | Queensland        |
| 27 | Julia Gillard                   | 24. juni 2010      | 27. juni 2013      | Labor Party                | Victoria          |
| 26 | Kevin Rudd                      | 27. juni 2013      | 18. september 2013 | Labor Party                | Queensland        |
| 28 | Tony Abbott                     | 18. september 2013 | 15. september 2015 | Liberal Party              | New South Wales   |
| 29 | Malcolm Turnbull                | 15. september 2015 | 24. august 2018    | Liberal Party              | New South Wales   |
| 30 | Scott Morrison                  | 24. august 2018    | 23. maj 2022       | Liberal Party              | New South Wales   |
| 30 | Anthony Albanese                | 23. maj 2022       | nuværende          | Labor Party                |                   |

## Eksterne links
- Prime Minister of Australia – officiel website
- Australien Government: Department of Prime Minister and Cabinet – officiel website for Australiens regering